# Carlos Gámir Prieto
Carlos Gámir Prieto (* 25. Dezember 1913 in Madrid; † 16. Oktober 2013 ebenda) war ein spanischer Diplomat.

## Leben
1940 war Carlos Gámir Prieto Leiter der Escuela Naval Militar. 1943 trat er in den diplomatischen Dienst ein. Am 21. Januar 1944 war Gámir Prieto Konsul in Zürich und wickelte mit der Credit Suisse in Genf den Export von spanischen Wolldecken an Bulgarien für 240.000 Schweizer Franken ab. Später war er an den spanischen Vertretungen in Bern, Karatschi, Bonn, Washington und als Botschaftsrat 1958 in Buenos Aires akkreditiert.
Von 1958 bis 1968 war er Generaldirektor der Wirtschaftsabteilung im spanischen Außenministerium. Mit dem Decreto 239/1965 vom 11. Februar 1965 beförderte Francisco Franco Carlos Gámir Prieto vom Ministro Plenipotenciario de tercera clase zum
Ministro Plenipotenciario de segunda clase. Im November 1970 wurde er zum Konsul und Handelsattaché in Budapest berufen. 1973 ernannte ihn Francisco Franco zum spanischen Botschafter in der DDR. Am 2. Januar 1977 wurde Gámir Prieto zum Sprecher des spanischen Außenministeriums berufen. Anfang Juni 1978 wurde er zum spanischen Botschafter in Schweden ernannt.
Carlos Gámir Prietos Bruder war Luis Gámir Prieto, der Vater des späteren Ministers Luis Gámir.